# Сімідзу С-Палс
«Сімідзу С-Палс» (яп. 清水エスパルス) — японський футбольний клуб, який виступає в Джей-лізі 1. Розташований в районі Сімідзу, Сідзуока, Префектура Сідзуока. Створений в 1991 році, є одним з наймолодших професійних футбольних клубів Японії. Клуб було створено спеціально для участі в Джей-лізі 1 1991 року, спочатку був сформований з футболістів Префектури Сідзуока, це було унікальним явищем на той час.
Незважаючи на відносну молодість клубу, в порівнянні з клубами Джей-ліги 1, клуб мав величезний вплив у японському футболі. Оскільки клуб отримав професіональний статус в 1992 році, за цей час він став досить успішним кубковим бійцем, 10 разів команда ставала фіналістом кубкових змагань: 5 разів кубку Імператора та 5 разів кубку Ліги. Для порівняння, лише найуспішніший японський клуб, «Касіма Антлерс» більше разів була фіналістом кубкових турнірів. Обидва ці змаганні вони вигравали лише по одному разу, також двічі ставали переможцями суперкубку Японії та ще одного разу Кубок володарів кубків Азії. Востаннє команда виходила до фіналу 2012 року, у Кубку ліги, в якому поступилася Касімі.
Незважаючи на виступи в кубкових турнірах, в Джей-лізі 1 тріумфувати так і не вдалося. Найближчими до цього С-Палс були в 1999 році, коли в другому етапі національного чемпіонату вони поступилися в серії післяматчевих пенальті. Коли у вирішальному двоматчевому протистоянні з Дзубіло Івата рахунок був рівним, С-Палас у серії пенальті й поступився цьому клубу. Колишній гравець С-Палс та національної збірної Хасегава Кента, який вийшов на заміну в матчі-відповіді цього вирішального протистояння, став у 2005 році головним тренером клубу. Він найдовше в історії клубу обіймав цю посаду, до 2010 року. Проте по завершенні сезону був відправлений у відставку через те, що не зміг виграти жодного трофея, його на посаді головного тренера замінив Афшин Готбі.

## Історія

### Заснування (1991)
С-Палс було засновано в лютому 1991 року під назвою ФК «Сімідзу». На відміну від більшості японських футбольних клубів, Сімідзу не збирав гравців до команди по всій країні, а починав залучати до клубу гравців, які народилися в Префектурі Сідзуока. Першим власником клубу була компанія S-Lap Communications, команду також фінансово підтримували городяни Сідзуоки та Shizuoka Television.
Два місяці по тому, клуб офіційно було перейменовано а Сімідзу С-Палс. С-Палс стало поєднанням літери «С», яка символізувала район Сімідзу та Сідзуоку, а також сам футбол (англ. soccer) та англійського слова Палс (англ. Pulse), яке з англійської мови перекладається ях «дух» та символізує дух всіх уболівальників, які підтримують клуб.
Попереднім представником міста в старія Японській Футбольній Лізі був Ніппон Лайт Мітал СК, який став співзасновником Другого японського дивізіону та виступав у ньому протягом наступних трьох сезонів (в 1973 році був перейменований в Гагоромо Клуб й вилетів з чемпіонату в 1974 році, а з 1975 року виступав у Лізі Токіо).

### Приєднання до Джей-ліги (1992—1993)
Після дебюту С-Палс у вищому дивізіоні національного чемпіонату, того ж 1992 року вона взяла участь в Кубку Джей-ліги. Клуб вдало розпочав, виграв 5 з 9-ти матчів у своїй групі та вийшов до 1/2 фіналу. Потім «С-Палс» переграв «Нагою Грампус» та кваліфікувався до фіналу турніру. Проте в фіналі команда поступилася «Кавасакі Верді». Того сезону С-Палс також виступав у 72-му розіграші Кубку імператора Японії, проте на стадії 1/4 фіналу він потупився «Йокагамі Ф.Марінос»
У 1993 році Сімідзу С-Палс став одним з клубів-засновників вищого дивізіону чемпіонату Японії. За підсумками першого етапу вони перемогли в 10-ти з 18-ти матчів та фінішував на 4-му місці в турнірній таблиці. А другий етап для клубу став ще кращим, 14 перемог допомогли команді посісти 2-ге місце. Їх друга участь у Кубку Джей-ліги була досить вдалою. У групі B С-Палс фінішував у верхній частині турнірної таблиці, в 1/2 фіналу переміг «Гамба Осаку», але в фіналі знову поступився «Кавасакі Верді». С-Палс продовжив вдало виступати в 73-му розіграші Кубку імператора Японії, дійшов до 1/2 фіналу, в якому поступився «Касіма Антлерс».

### 1994—1999
Найневдалішим для С-Палс у кубкових змаганнях став 1994 рік, коли команда вийшла до другого раунду Кубку Джей-ліги та до першого раунду Кубку Імператора Японії. В національному чемпіонаті клуб виступав набагато краще, посівши 2-ге місце в першому раунді та 6-те місце за підсумками другого.
1995 рік став ще гіршим для історії клубу. Вони фінішували на 12-му місці серед 14-ти команд-учасниць в першому раунді, це був найгірший результат в історії клубу. У другому етапі команда виступила набагато краще та фінішувала на 4-му місці. Але до Кубку Дей-ліги команда не кваліфікувалася, а в Кубку Імператора Японії вибула з першого раунду, таким чином цей рік став одним з найгіршим для С-Палс в історії їх виступів у національних кубкових турнірах.
Сезон 1996 року був більш вдалим для клубу. Підтвердженням цього стало 10-те місце в лізі та вихід до 1/4 фіналу кубку Імператора Японії. Проте найуспішнішим цей сезон для клубу був у Кубку Джей-ліги. У груповому етапі турніру команда фінішувала в верхній частині таблиці, в 1/2 фіналу з рахунком 5:0 переміг «Білльмаре Гіратцука» та вийшла до фіналу турніру. І вже вретє в Кубку Джей-ліги на шляху С-Палс став «Верді Кавасакі». У фінальному поєдинку С-Палс спочатку вів у рахнку 2:0, але основний час поєдинку завершився нічиєю 3:3, тому матч перейшов до серії пенальті, в якій був влучнішим був саме С-Палс, 5:4 і команда вперше в своїй історії виграла кубковий трофей.
В 1997 та 1998 році команда виступала в чемпіонаті набагато краще; завдяки найкращій різниці забитих та пропущених м'ячів перше коло сезону 1998 року команда завершила на першому місці. Проте в підсумку команда не змогла досягти чемпіонатства та вдовольнилася срібними нагородами, в Кубку Імператора найближчими до тріумфу С-Палас були в 1998 році, коли в фіналі турніру команда поступилася з рахунком 1:2 «Йокагамі Флюгерс». Також в 1998 році Shizuoka Television відмовилася надалі фінансувати клуб. Клуб було реорганізовано, його почали фінансувати місцеві компанії, основною з яких стала Suzuyo.
Сезон 1999 року розпочався для С-Палс з Суперкубку Японії, в якому команда замінила «Йокагама Флюгерс» (останній злився з «Йокагамою Марінос» в 1998 році). Тим не менше, С-Палс поступився в тому матчі з рахунком 1:2. В першому етапі національного чемпіонату команда посіла 3-тє місце, а в другому — стала переможницею. Доля титулу вирішилася в місцевому дербі, в рамках С-Палс поступився «Джубіло Івата». У першому поєдинку цього протистояння С-Палс поступився з рахунком 1:2, у другому — виграв з рахунком 2:1, тому переможця цього протистояння було визначено в серії післяматчевих пенальті, в якій з рахунком 4:5 «С-Палс» і поступився. Успішний сезон для С-Палс завершився виходом до 1/4 фіналу обох національних кубків.

### На початку тисячоліття (2000—2005)
Нове тисячоліття для клубу ознаменувалося ще кращими результатами. Перемога в Кубку володарів кубків Азії 2000 року та перемога в фіналі Кубку Імператора 2001 року означала, що команда поступово заповнює свою кімнату для трофеїв. А перемоги в Суперкубку Японії 2001 та 2002 років дозволили клубу стати володарями чотирьох кубків протягом трьох років. Проте провальні результати виступів у чемпіонаті затьмарили радість від здобутих кубкових трофеїв. В 2001 році як в першому, так і в другому етапі національного чемпіонату С-Палс фінішував 4-им, а наступного року й взагалі посів місце в середині турнірної таблиці.
Незважаючи на провальні результати в національному чемпіонаті, у кубкових змаганнях клуб демонстрував пристойні результати. В 2003 році він зазнав двох поразок у 1/2 фіналу, а в 2004 році — в 1/4 фіналу. У 2005 році С-Палс знову вийшов до 1/4 фіналу кубку Дей-ліги. Завершили рік С-Палс виходом до фіналу Кубку Імператора, в якому протягом турнірної дистанції не пропустили в свої ворота жодного м'яча. Проте в фіналі команда все ж поступилася з рахунком 1:2 «Урава Ред Даймондс».

### Останні роки (2006—теперішній час)
Сезон 2006 року «С-Палс» розпочав з трьох перемог поспіль та продовжив впевнено виступати й надалі, зайнявши в підсумку 4-те місце. Проте в Кубку Джей-Ліги команда вибула на груповому, набравши лише 8 очок. Після завершення чемпіонату клуб продовжив вдало виступати в Кубку Імператора, вийшов до 1/4 фіналу, але поступився Касімі Антлерс. Загалом команда вже п'ять сезонів не здобувала жодного срібного трофею. В 2008 році команда фінішувала на 5-му місці. Загалом цей період без трофеїв в історії клубу став найдовшим, хоча в 2008 році «С-Палс» був близьким, щоб перервати цю серію, але в фіналі Кубку Джей-ліги поступився «Ойті Трініті».
В 2011 році «С-Палс» здійснив «Трансфер століття», підписавши легенду збірної Швеції та лондонського «Арсенала» Фредріка Юнгберга. Цей трансфер на думку багатьох японців став одним з найгучніших в історії японського чемпіонату. Багато хто з футбольних фанатів вважали, що цей перехід сприятиме поступовому збільшенню футбольних фанатів з числа вболівальників бейсболу, але вже через 5 з половиною місяців він залишив клуб. Пізніше ці невдачі стали каталізатором для майбутніх успіхів клубу.
Наступні чотири сезони Сімідзу С-Палс провів у Джей-лізі 1, допоки в 2015 році не вилетів до нижчого дивізіону. Спочатку клуб вдало виступав у першому етапі, але в другому етапі виступав провально, потрапивши до нижньої трійки. Вперше за останні 25 сезонів команда вилетіла до Джей-ліги 2 після поразки в останньому турі 17 жовтня 2015 року «Вегата Сендай».

### Уболівальники
Разом з іншими командами Джей-ліги «Сімідзу С-Палс» має яскравих та галасливих уболівальників, які підтримують своїх улюбленців по всій країні. Фанатська група уболіває за своїх кумирів як вдома, так і на виїзді, а також допомагаж організовувати гучну підтримку на всіх домашніх матчах «С-Палс». Варто відзначити, що японські фани під час матчів використовують бразильські та латиноамериканські ритми, і навіть мелодії з самби. На домашніх матчах більшість активних уболівальників збирається на другому ярусі «Копту», який знаходиться за західними воротами стадіону «Нігондайру» Крім того на цих матчах присутні й інші груп вболівальників «С-Палс». Ці фанатські групи включають й різноманітні персональні фан-клуби окремих гравців команди, такі гравці мають яскраву екіперовку, яка відрізняє їх від інших уболівальників. Такі фанатські групи виглядають органічно під час співу стадіону та разом з іншими вболівальниками. Також на «Копі» присутні угрупування ультрас «С-Палс», які займають центральні сектори стадіону навпроти центральної лінії поля, вони відомі під назвою «Зона Драконів». Навколо території стадіону й в самому стадіоні розміщені інформаційні стенди, які нагадують вболівальникам правила поведінки на стадіоні та про необхідність зберігати чистоту навколишнього середовища. Офіційний фан-клуб команди має декілька філіалів по всій країні, а його вболівальники входять до спеціального списку як дванадцятий гравець.

### Власники
Незважаючи на те, що місцева компанія Suzuyo Inc. лише неодавно стала самостійною, проте як філіал міської компанії вона фінансувала Сімідзу С-Палс з моменту його створення. Оскільки як з моменту свого заснування клуб формувався з гравців з префектури Сідзуока, місцева компанія S-Lap Communications, яка також була переважно вкомплектована працівниками з префектури Сідзуока, почала фінансувати клуб. Ця компанія також частково фінансувалася мешканцями Сімідзу, але належала Shizuoka Television. Після того як Джей-ліга почала відчувати фінансові проблеми наприкінці 90-х років, в 1998 році Shizuoka Television відмовилася від подальшого фінансування, тому того ж року завдяки реорганізації вдалося зберегти клуб. Право власності на клуб було розподілено між місцевими компаніями, але найбільшим спонсором стала компанія з Сімідзу під назвою Suzuyo Corporation. Зараз же клуб носить назву свого головного спонсора S-Pulse, Inc.

### В культурі
Незважаючи на свою відносно коротку історію, С-Палс здійснив певний вплив на масову культуру поза футболом. Теперішній тренер та колишній гравець клубу Хасегава Кента, який близько восьми років своєї кар'єри віддав С-Палс та зіграв у ньому понад 200 матчів, здійснює випадкові появи в популярних манга й аніме серіях Chibi Maruko Чан. У цьому шоу можна іноді почати хлопчика з його ім'ям, його називають Kenta-kun. Він обожнює футбол і є однокласником головного героя Маруко Тібі. Автор манги, Сакура Момоко, створив цей персонаж, наділивши його рисами характеру Хасегави. Сакура та Хасегава вчилися в одній початковій школі в один і той же період. «С-Палс» також випускає спеціальні товари, які пов'язані з Маруко Тібі. Серед інших прикладів, два вигаданих персонажі з популярного манга Captain Tsubasa, які, ставши професійними футболістами, приєдналися до «С-Палс».

## Досягнення

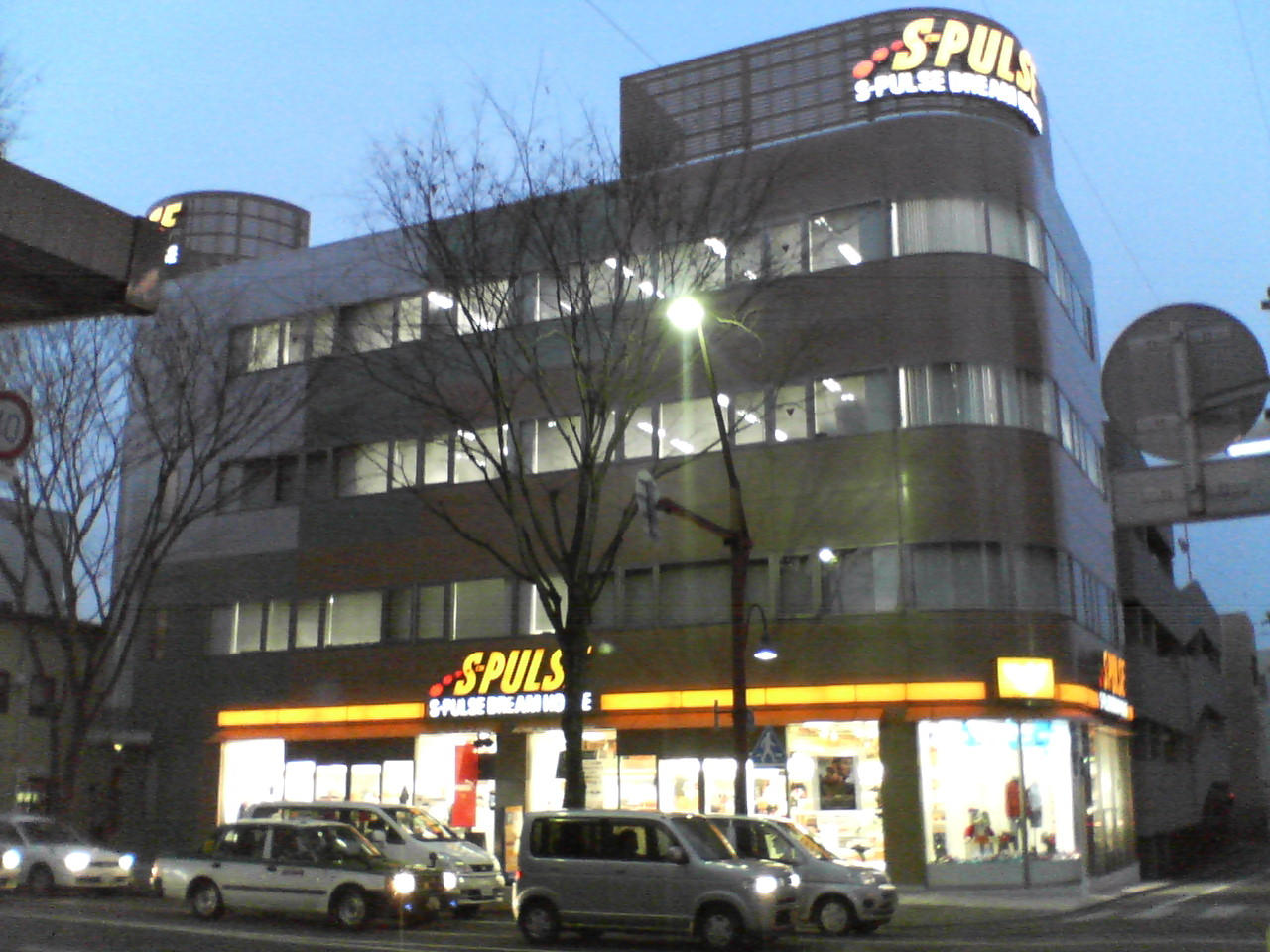
С-Палс Дрім Хаус на одній з вулиць Сідзуоки

### Національні чемпіонати
- Джей-ліга 1
  -  Срібний призер (1): 1999
  -  Переможець другого етапу (1): 1999

### Національні кубки
- Кубок Імператора Японії:
  -  Володар (1): 2001
  -  Фіналіст (4): 1998, 2000, 2005, 2010
- Кубок Джей-ліги
  -  Володар (1): 1996
  -  Фіналіст (4): 1992, 1993, 2008, 2012
- Суперкубок Японії
  -  Володар (2): 2001, 2002
  -  Фіналіст (1): 1999

### Континентальні кубки
- Кубок володарів кубків Азії:
  -  Володар (1): 2000
- Суперкубок Азії:
  -  Фіналіст (1): 2000

## Стадіон

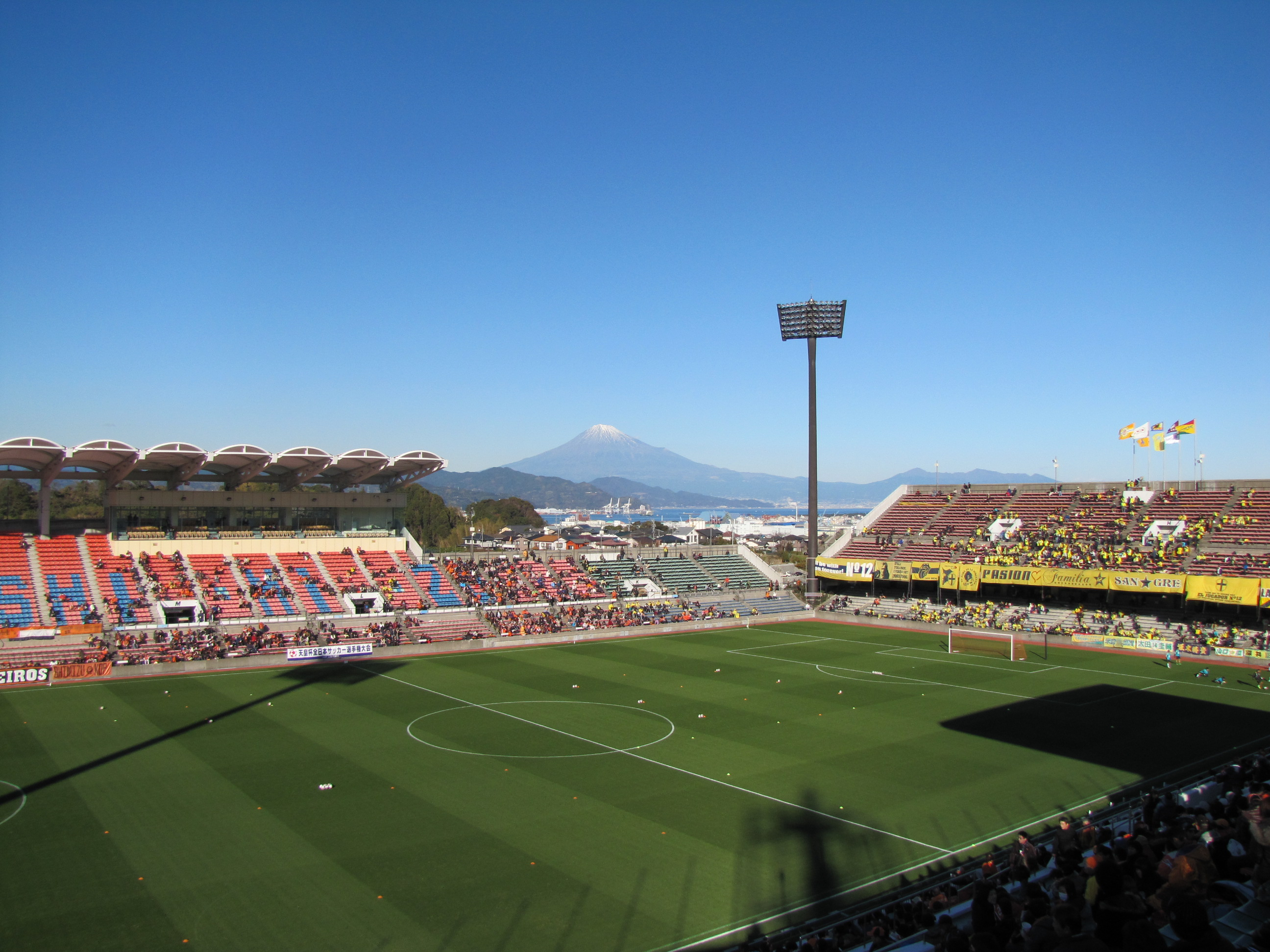
Напис Фуджи, який можна прочитати на стадіоні «Нігондайра».

Домашній стадіон С-Палс спортивний стадіон «Нігондайра», розташований в Сімідзу й вміщує 20 339 глядачів. Однак під час своїх виступів у Джей-лізі 1 клуб через різноманітні причини, в першу чергу в зв'язку з ремонтно-реставраційними роботами на своєму домашньому стадіоні, проводив свої домашні поєдинки на різноманітних спортивних спорудах. До цього списку входять як місцевий спортивний майданчик «Кусанагі», а також на більш віддаленому «Національному стадіоні» в Токіо. «Домашні» матчі, які проводилися в Токіо, мали дуже низьку відвідуваність, в порівнянні з матчами на «Нігондайрі», через що результати тих матчів важко назвати вдалими. На початку 2007 року було оголошено, що всі домашні поєдинки майбутнього сезону будуть проходити на стадіоні «Нігондайра», вперше з 1999 року. До такого ж рішення керівництво клубу прийшло й у 2008 році, хоча в сезоні 2009 року стадіон «Екопа» принаймні один раз використали для проведення домашнього матчу.
Головною причиною проведення матчів на інших стадіонах була низька місткість стадіону «Нігондайра». На стадіоні «Сідзуока» часто проводилося яскраве протистояння з Дзубійло Івата. Цей стадіон було побудовано в 2001 році спеціально для Чемпіонату світу, який мав відбутися наступного року, місткість стадіону — 51,349. Незважаючи на розташування в Префектурі Сідзуока, Екопа знаходиться всього за годину шляху від Сімідзу, в глибині водозбірної площі Дзубійло. В такому принциповому дербі, фактор переваги домашнього стадіону втрачається; саме фактор домашнього стадіону в 2007 році сприяв загостренню цього дербі на «Нігондайрі», до речі бажаючих потрапити на цей матч завжди було більше, ніж наявних квитків у продажу. Проте це рішення цілко виправдало себе, оскільки «С-Палс» здобув домашню перемоги.
У жовтні 2008 року було оголошено, що квитки на це дербі будуть продаватися на стадіоні «Нігондайра». Контракт був розрахований на чотири роки, починаючи з 2009 року, вартість цього контракту оцінюється в 90 000 000 на рік. Після того як середня відвідуваність матчів Джей-ліги на «Нігондарі» перевищила 81 %, клуб виявив бажання викупити землю, яка належала владі міста Сідзуока, для розширення та модернізації стадіону.
Розташований неподалік «Мігу ну Матцубара» став основним місцем для тренувань клубу. Названий «Мігу Стедіум», крім тренувань клубу, використовується також для проведення матчів Ліги Саттеліт. Тренування команди є відкритими для вболівальників, на яких вони можуть отримати автографи від своїх кумирів. На стадіоні «Мігу» з моменту заснування клубу знаходиться його штаб-квартира.

## Принципові протистояння
Найпринциповішим протистоянням в Префектурі Сідзуока є матчі між «С-Палс» та Дзубіліу Івата. Це суперництво розпочалося з моменту створення Джей-ліги, коли керівництво новоствореного турніру вирішило віддати перевагу С-Палс, а не Дзубіліу. Дзубіліу, який існував раніше під назвою ФК «Ямаха» з 1980 року виступав у Японській футбольній лізі, мав завоювати путівку до Джей-ліги 1 в сезоні 1992 року. Ця ситуація й зараз залишається предметом суперечок та протистоянь фанів обох клубів.
Завдяки солідній футбольній історії, цей регіон визнано батьківщиною футболу в Японії, крім того обидва клуби мають також тривалу історію боротьби за найкращих гравців-випускників середніх шкіл та університетів регіону. Яскравими прикладами в цьому плані є Такахара Наохіро та Яманіті Такахіро, які, після здобуття освіти в Середній школі Хігаті Тімізу, після завершення навчання підписали контракт з Дзубіліу, яка тричі ставала переможцем Джей-ліги в період з 1997 по 2002 роки.
Крім протистояння на футбольному полі, обидва клуби борються за право володіти футбольним стадіоном. У перші роки існування Дей-ліги С-Палс був головним клубом регіону та мав більшу кількість уболівальників, але на рубежі тисячоліть найсильнішим клубом регіону стає «Дзубіліу Івата», а «С-Палс» на тривалий період відходить у тінь. Але в останні роки, особливо з 2006 року, «С-Палс» виступає краще та регулярно посідаює вищі місця в турнірній таблиці, ніж «Івата», аналогічна ситуація простежується й у національних кубках. 2008 рік також став першим роком в історії протистоянь між цими двома клубами, починаючи з 1995 року, коли на цьому протистоянні було більше фанів саме клубу «С-Палс».
Крім того в Сідзуоці є також ФК «Хонда» та МІФК «Фуджеда», які в останні роки не виступають з «С-Палс» в одній лізі, їхнє суперництво обмежується лише поодинокими зустрічами в японських кубкових турнірах. ФК «Хонда» та МІФК «Фуджеда» грають рівнем нижче від Джей-ліги, в Японській футбольній лізі. Незважаючи на спішні виступи, ФК «Хонда» виступала рішуче проти професіоналізації  та не змогла приєднатися до Джей-ліги. Клуби попередники «С-Палс» та «Івати», «Авіспа Фукуока» та «Саган Тосу» спочатку також базувалися в Префектурі Сідзуока, але змушені були переїхати на Кюсю через домінування в префектурі уболівальників «С-Палс» та «Івати».

## Клубні кольори, логотип та талісман

### Клубні кольори, спонсори та постачальники форми

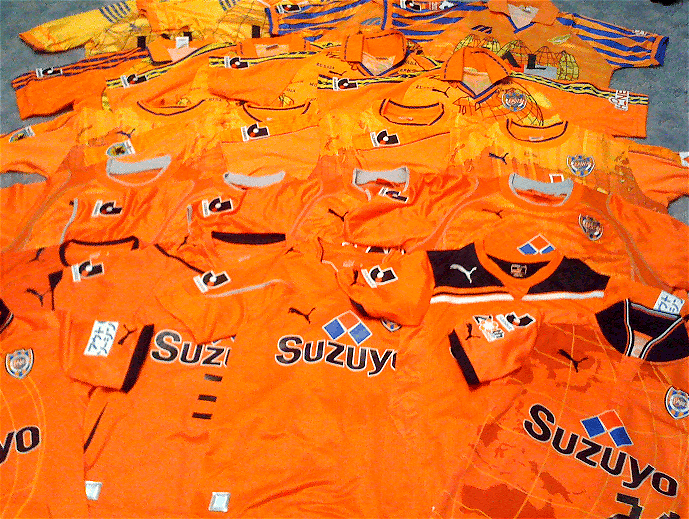
Футболки Сімідзу С-Палс.

З момент заснування клубу форма одного й того ж кольорів використовувалася кожного сезону. Футбольна сорочка гравців клубу мала відтінки помаранчевого кольору, а шорти та шкарпетки для гравців команди використовувалися, щоб відобразити відомий місцевий продукт Префектури Сідзуоки, мікан. В даний час використовується форма яскраво-помаранчевого кольору, на противагу більш темного відтінку жовтого/помаранчевого кольорів на початку існування клубу. З моменти появи в Джей-лізі, «С-Палс» був єдиним клубом з вищого дивізіону національного чемпіонату, який використовував форму помаранчевого кольору, проте в даний час форму подібних кольорів використовують й інші клуби вищого дивізіону японського чемпіонату, «Альбірекс Нігата» й Омія Ардія. В цих клубах в даний час немає третього набору форми. Форма ж воротаря мінялася набагато частіше, навіть під час сезону, найчастіше використовувалася чорного кольору, трохи рідше — зеленого.
З 1997 року виробником форми стала фірма Puma, раніше ж — окрім цієї фірми виробництвом форми займалася також і Mizuno. Виробники форми для клубу протягом тривалого часу залишалися досить стабільними (дивись таблицю нижче). В даний час головним постачальником форми для клубу є компанія Suzuyo в нижній частині футболки вказана назва виробника форми та назва кондитерської компанії Ezaki Glico, а також в останні роки Japan Airlines.
| Сезон(и) | Головний постачальник форми | Додатковий (-і) спонсор(и) | Додатковий (-і) спонсор(и) | Додатковий (-і) спонсор(и) | Виробник форми |
| -------- | --------------------------- | -------------------------- | -------------------------- | -------------------------- | -------------- |
| 1992–96  | JAL                         | Glico                      | Honen                      |                            | Mizuno/Puma    |
| 1997–01  | JAL                         | Glico                      | Honen                      | Puma                       |                |
| 2002–03  | JAL                         | Glico                      | Ajinomoto                  | Puma                       |                |
| 2003–05  | JAL                         | Glico                      | Suzuyo                     | Puma                       |                |
| 2005–06  | JAL                         | Glico                      | Star                       | Puma                       | The 3rd Planet |
| 2006–07  | Suzuyo                      | Glico                      | JAL                        | Puma                       | The 3rd Planet |
| 2007–08  | Suzuyo                      | Glico                      | JAL                        | Puma                       | CRS            |
| 2008–    | Suzuyo                      | Glico                      | JAL                        | Puma                       | San-Ai         |

### Еволюція форми
| 1992 – 1996 (Cup) | 1993–1996 | 1997–1998 | 1999–2001 | 2002–2004 | 2005–2006 |

| 2007 | 2008 | 2009 | 2010 | 2011 | 2012 |

| 2013 | 2014 | 2015 | 2016 |

### Логотип
З моменту заснування й до 1996 року клуб використовував ранню версію логотипу. Єдиною спільною ознакою старого та нового логтипів стало використання одних і тих же літер по центру логотипу. Нинішній клубний логотип було представлено під час сезону 1997 року, нинішній логотип клубу описано навколо земної кулі, щоб позначити амбіції клубу та те, що в команді виступають професіонали світового класу. Сам щит логотипу символізує ідеальний конус гори Фуджи, символа Сідзуоки та місцем, де роташована гора Фуджи. Поєднання синього та помаранчевого кольорів на клубній емблемі символізує історію Сімідзу як промислового порту поблизу затоки Суруга. Логотип команди часто відрізняється від логотипу клубу, який використовується для представлення клубу. По центру логотипу знаходиться напис з назвою команди, який також є логотипом клубного магазину.

### Талісман
Палсан, з крилоподібними вухами, є талісманом-фанатом «С-Палс», він розважає фанів клубу,виконуючи хореографічні, часто акробатичні й танцювальні номери, з метою активізувати уболівальників на домашніх матчах клубу. Часто він виступає разом зі своїми молодшими помічниками, братом та сестрою. Розроблений професійним карикатуристом Гаєм Гілкьорстом, ім'я Пальчан запозичене з англійського «приятеля» та затвердене представниками «С-Палс». Суфікс сан має ласкавий характер та широко використовується в Японії. Футболки з номером нуль, який належить Палсану, один з товарів, які найкраще продаються серед фанів клубу. «С-Палс» також має вдасну команду чер-лідерш під назвою Помаранчева Хвиля. Ця команда виконує різноманітні номер перед пробиттям гравцями команди різноманітних стандартних положень, а також у перерві футбольних матчів.

## Бренд

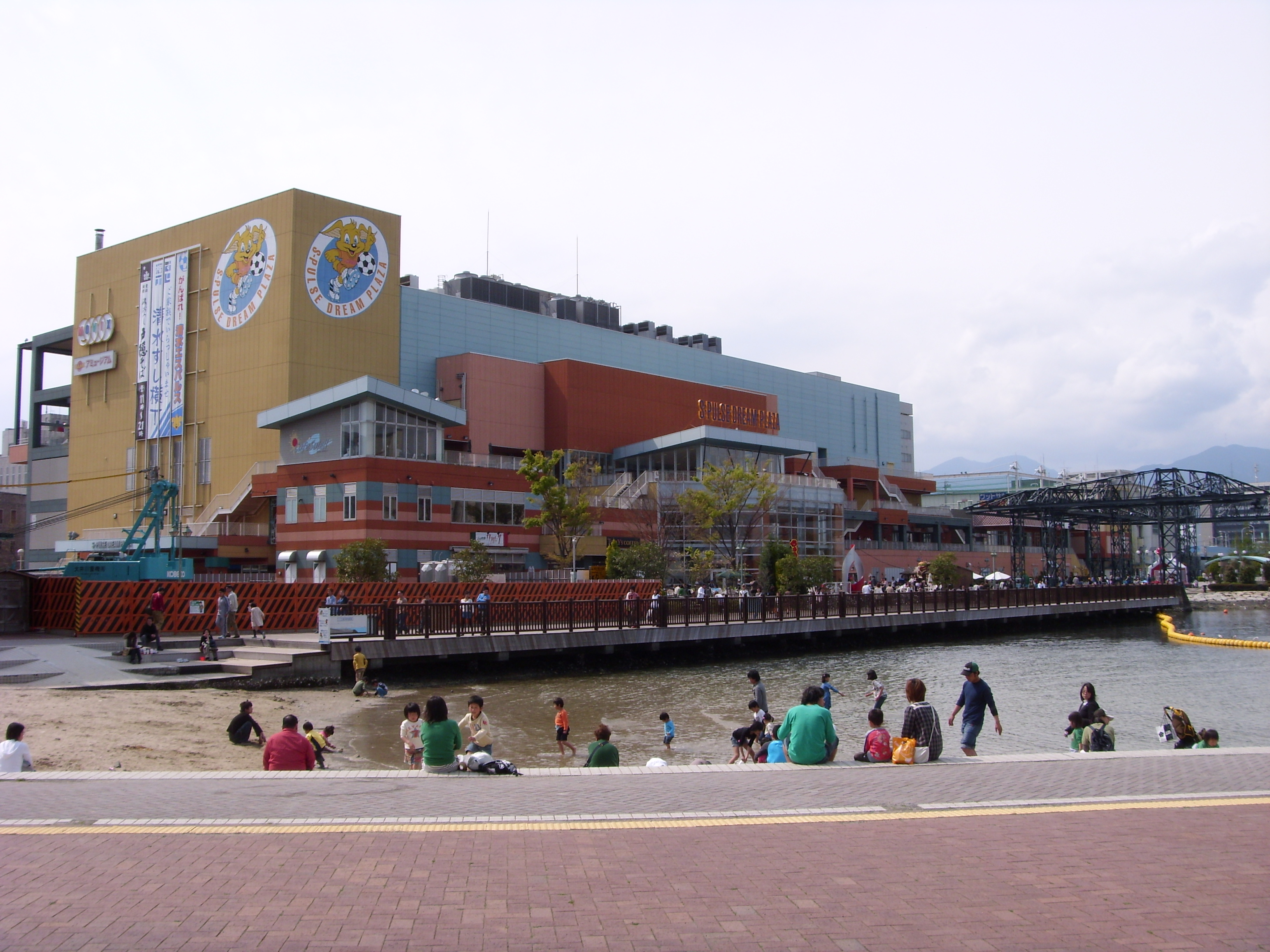
Один з магазинів Дрім Плаза С-Палс в старій будівлі залізничної станції Сімідзуоку.

У місті Сідзуока та в його околицях функціонують осі офіційних клубних магазинів. Шість з них відомі під назвою S-Pulse Dream House як магазини клубних товарів, а також місце продажу квитків на матчі команди. Їх можна знайти в торгових центрах Сідзуока, Шимідзу, Фуджеда, Сунто та Парче, а також у частині станції Сідзуока. Shimizu Dream House також включає в себе проєкційний екран та спеціально відведено зону для перегляду виїзних ігор. Шостий, і найсучасніший, Dream House було відкрито в березні 2008 року в місті Фудзі. Крім цього, працюють ще два невеликі магазини «С-Палс», один в Яйдзу, а інший в S-Pulse Dream Plaza.
В S-Pulse Dream Plaza Симідзу знаходиться торгово-розважальний комплекс, місце збереження різноманітних пам'яток, ресторани, колесо огляду, кінозал та музей футболу. Поряд з портом Сімідзу знаходиться цілодобове S-Pulse Dream Ferry, який працює цілодобово в Ідзу. Команда також надала свою назву для футзального майданчика, S-Pulse Dream Fields. Ці об'єкти розташовані в Фуджеті, Фуди, Санту та Сімідзу.
Dream Plaza розташована в порті Сімідзу, поруч з вулицею, яка названа на честь клубу, «С-Палс». Ця дорого веде до міста вздовж Сімідзу, вздовж неї знаходяться різноманітні пам'ятники та інші твори мистецтва, які пов'язані з футболом. Також на цій вулиці знаходяться металеві відбитки рук та ніг легендарних для клубу футболістів, а також декілька скульптур, які пов'язані з історією «С-Палс». На вулиці С-Палс також знаходиться головний магазин S-Pulse Dream House в Сімідзу.
Бренд С-Палс також поширюється й на команду клубу з автогонок, команда з назвою S-Pulse Dream Racing Team виступає під назвою футбольної команди, логотип та талісман клубу. Команда виступає в Всеяпонських автогонках, для автомобілів ST600.

## Статистика виступів
| Сезон | Див. | Ком. | Міс. | Відвідув./G | Кубок ліги    | Кубок Імператора | Азія | Азія          |
| ----- | ---- | ---- | ---- | ----------- | ------------- | ---------------- | ---- | ------------- |
| 1992  | -    | -    | -    | -           | Фінал         | 1/4 фіналу       | -    | -             |
| 1993  | Дж1  | 10   | 3    | 18,462      | Фінал         | 1/2 фіналу       | -    | -             |
| 1994  | Дж1  | 12   | 4    | 19,726      | 1-ий раунд    | 1-ий раунд       | -    | -             |
| 1995  | Дж1  | 14   | 9    | 19,747      | -             | 1-ий раунд       | -    | -             |
| 1996  | Дж1  | 16   | 10   | 12,962      | Переможець    | 1/4 фіналу       | -    | -             |
| 1997  | Дж1  | 17   | 5    | 9,888       | Груповий етап | 1/4 фіналу       | -    | -             |
| 1998  | Дж1  | 18   | 3    | 12,298      | 1/2 фіналу    | Фіналу           | -    | -             |
| 1999  | Дж1  | 16   | 2    | 12,883      | 1/4 фіналу    | 1/4 фіналу       | -    | -             |
| 2000  | Дж1  | 16   | 8    | 12,422      | 1/4 фіналу    | Фінал            | КВК  | Переможець    |
| 2001  | Дж1  | 16   | 4    | 15,973      | 2-ий раунд    | Переможець       | КВК  | 3-тє місце    |
| 2002  | Дж1  | 16   | 8    | 14,963      | 1/2 фіналу    | 1/4 фіналу       | КВК  | 1/4 фіналу    |
| 2003  | Дж1  | 16   | 11   | 16,284      | 1/2 фіналу    | 1/2 фіналу       | ЛЧ   | Груповий етап |
| 2004  | Дж1  | 16   | 14   | 13,568      | 1/4 фіналу    | 4-ий раунд       | -    | -             |
| 2005  | Дж1  | 18   | 15   | 12,752      | 1/4 фіналу    | Фінал            | -    | -             |
| 2006  | Дж1  | 18   | 4    | 14,302      | Груповий етап | 1/4 фіналу       | -    | -             |
| 2007  | Дж1  | 18   | 4    | 15,952      | Груповий етап | 1/4 фіналу       | -    | -             |
| 2008  | Дж1  | 18   | 5    | 16,599      | Фінал         | 1/4 фіналу       | -    | -             |
| 2009  | Дж1  | 18   | 7    | 17,935      | 1/2 фіналу    | 1/2 фіналу       | -    | -             |
| 2010  | Дж1  | 18   | 6    | 18,001      | 1/2 фіналу    | Фінал            | -    | -             |
| 2011  | Дж1  | 18   | 10   | 15,801      | 1/2 фіналу    | 1/4 фіналу       | -    | -             |
| 2012  | Дж1  | 18   | 9    | 15,121      | Фінал         | 4-ий раунд       | -    | -             |
| 2013  | Дж1  | 18   | 9    | 14,137      | Груповий етап | 4-ий раунд       | -    | -             |
| 2014  | Дж1  | 18   | 15   | 14,210      | Груповий етап | 1/2 фіналу       | -    | -             |
| 2015  | Дж1  | 18   | 17   | 14,083      | Груповий етап | 2-ий раунд       | -    | -             |
| 2016  | Дж2  | 22   | 2    | 11,274      | -             | 1/16 фіналу      | -    | -             |

Ключі
- Ком. = Кількість гравців
- Міс. = Місце в лізі
- Відвідуваність/G = Середня відвідуваність ліги

## Академія
У «С-Палс» функціонують Молодіжна та Юніорська академії клубу, які працюють для постачання місцевих талановитих гравців до головної команди. Через клубну академію пройшли наступні гравці теперішнього складу «С-Палс»: Гіраматцу Кохеї, Сугіяма Кота та Ічікава Дайсуке.

## Відомі гравці
Нижче в списку наведено перелік гравців, які протягом свого виступу в складі клубу були удостоєні звання Найкорисніший гравець Джей-Ліги та Новачок року в Джей-лізі:
| Японія - Сіндзі Окадзакі - Оно Сіндзі - Алессандро Сантос - Такахара Наохіро - Хонда Такуя - Фудзімото Дзюнго - Като Хісасі - Мацуі Кійотака - Оенокі Кацумі - Наґасіма Акіхіро - Міура Ясутосі - Ендо Масахіро) - Хоріїке Такумі - Хасегава Кента - Тасака Кадзуакі - Сайто Тосіхіде - Андо Масахіро - Саваноборі Масаакі - Кітадзіма Хідеакі - Іто Теруйосі - Нісідзава Акінорі - Ітікава Дайсуке - Тода Кадзуюкі - Моріока Рюдзо - Нагаї Юїтіро - Кобаясі Дайго - Такагі Кадзуміті - Ота Косуке |  | АФК/ОФК/КАФ - Алекс Броск - Едді Боснар - Кан Сон Ху - Ан Джон Хван - Чо Дже Дин - Чо Тай Юк - Кім Дон Саб - Кім Хьон Сон - Лі Кі Дже |  | КОНМЕБОЛ - Фернандо Оліва - Алаїр ді Соужа Камаргу - Алешандре Луїш Гуларт - Андерсон Андраде Антунеш - Клемерсон ді Араужу Соареш - Жадер Волней Шпіндер - Марсело Барон Полянчик - Карлуш Альберту Діаш - Джалмінья - Фабіу ді Жезуш - Елдіш Фернанду Дамажіу - Кельшу Луїш Гомеш - Паулу Жамеллі - Освалду Жозе Мартінш Жуніур - Джиммі Франса - Марсело Мігел Пеліссарі - Марку Авреліу Сильва Бусіньяні - Маркуш Ауреліу ді Олівейра Ліма - Маркуш Паулу - Маркуш Діаш ді Араужу - Франсішку Ернані Ліма да Сильва - Рожеріо Корреа - Роналдао - Карлуш Альберту Соужа душ Сантуш - Сідімар Антоніу Мартінш - Антоніу Бенедіту да Сильва - Лівонір Рушель |  | УЄФА - Срджан Пецель - Ігор Цвитанович - Стюард Таргуд - Данієле Массаро - Дженан Радончич - Фруде Йонсен - Мілівоє Новакович - Фредрік Юнгберг - Марк Боуен |

### Гравці на Чемпіонатах світу
Чемпіонат світу з футболу 1994
- Роналдао

Чемпіонат світу з футболу 1998
- Іто Теруйосі
- Сайто Тосіхіде

Чемпіонат світу з футболу 2002
- Ітікава Дайсуке
- Моріока Рюдзо
- Алессандро Сантос
- Тода Кадзуюкі

Чемпіонат світу з футболу 2006
- Чо Дже Джин

Чемпіонат світу з футболу 2010
- Окадзакі Сіндзі

## Відомі тренери
| Тренер                   | Нац.      | Період                             |
| ------------------------ | --------- | ---------------------------------- |
| Емерсон Леау             | Бразилія  | 1 січня 1992 – 31 грудня 1994      |
| Роберто Рівеліно         | Бразилія  | 1 січня 1994 – 31 грудня 1994      |
| Міямото Масакацу         | Японія    | 1995–96                            |
| Освальдо Арділес         | Аргентина | 1 січня 1996 – 31 грудня 1998      |
| Стів Перрімен            | Англія    | 1999–01                            |
| Здравко Земунович        | Сербія    | 15 грудня 2000 – 31 грудня 2002    |
| Окі Такеті               | Японія    | 2002–03                            |
| Гйотоку Коджи            | Японія    | 2003                               |
| Бенедікту Антоніу Анжелі | Бразилія  | 2003–04                            |
| Ітізакі Нобухіро         | Японія    | 26 червня 2004 – 28 листопада 2004 |
| Хасегава Кента           | Японія    | 1 січня 2005 – 31 грудня 2010      |
| Афшин Готбі              | Іран      | 1 лютого 2011 – 30 липня 2014      |
| Оенокі Кацумі            | Японія    | 30 липня 2014 – 1 серпня 2015      |
| Тасака Кадзуакі          | Японія    | 1 серпня 2015– 31 грудня 2015      |
| Кобаяті Сіндзі           | Японія    | 1 січня 2016–                      |